# П'єр Фавр
П'єр (Петер) Еміль Лазар Фавр (фр. Pierre Favre; 13 квітня 1506, Сен-Жан-де-Сікст — 1 серпня 1546, Рим) — діяч католицької контрреформації, один із засновників Ордену єзуїтів, канонізований Католицькою церквою.

## Біографія
П'єр Фавр народився в селі Вілларет (Савойське герцогство, нині Франція) в 1506 році. У 1525 році виїхав до Парижа, де навчався в Сорбонні. Під час навчання познайомився і потоваришував з Ігнатієм Лойолою і Франциском Ксав'єром. 30 травня 1534 року Фавр був висвячений на священника. 15 серпня 1534 року Ігнатій Лойола і шість його товаришів, включаючи Фавра, принесли на Монмартрі урочисті монаші обіти, приєднавши до них обітницю послуху папі римському. Фактично ці обітниці поклали початок Ордену єзуїтів. Петер Фавр був єдиним священником у цій групі, таким чином він став першим священником Ордену єзуїтів, саме він служив месу в Монмартрській церкві Сен-Дені, на якій були принесені обітниці засновників Товариства Ісуса. Після обітниць Фавр разом з усіма членами першої громади відвідали Рим, де папа Павло III підтримав Ігнатія Лойолу і його товаришів. Петер Фавр багато подорожував по Європі, проповідував і проводив духовні вправи. Був викладачем богослов'я в Римі й Пармі. У 1541 році був присутній на рейхстазі в Регенсбурзі і сприяв поширенню ордену в Німеччині; в 1544 році відправився в Іспанію і відкрив відділення ордену в Вальядоліді і Коїмбре. Інтенсивні праці негативно позначилися на його здоров'ї. Останнє доручення римсього папи, який призначив його богословом-консультантом Тридентского собору, він виконував важко хворим.
1 серпня 1546 року Петер Фавр помер у віці сорока років. Похований в головній церкві єзуїтів Іль-Джезу. Духовна спадщина святого Петер Фавра зосереджено в його щоденнику під назвою «Меморіал», який він писав протягом усього життя.

## Канонізація
Беатифікований 5 вересня 1872 року папою Пієм IX. Канонізований 17 грудня 2013 року папою Франциском, першим в історії Папою-єзуїтом. До цієї дати П'єр Фавр шанувався місцевошанованих святих Товариства Ісуса і єпархії Ансі, папа Франциск поширив його шанування на всю Католицьку церкву.